# Франкенштейн освобождённый
«Франкенштейн освобождённый» (англ. Frankenstein Unbound) — кинофильм. Экранизация одноимённого романа Брайана Олдиса. Эта картина стала первой режиссёрской работой за 19 лет одного из самых известных продюсеров малобюджетных постановок Роджера Кормана и последней, за режиссирование которой ему заплатили 1 миллион долларов.
Съёмки проходили с 19 июня по август 1989 года.

## Сюжет
2031 год. Доктор Бьюкенен с командой помощников работает над созданием абсолютного оружия, которое, по его задумке, может уничтожить всё что угодно и должно тем самым положить конец войнам. К несчастью, у этого оружия оказались побочные эффекты в виде глобальных изменений климата и телепортаций во времени. Бьюкенен вместе со своей машиной попадает в 1817 год, в Швейцарию. В деревне он знакомится со своим коллегой, доктором Виктором Франкенштейном. Вскоре он узнаёт, что убит брат Виктора и в убийстве подозревают няню брата. Но местные жители уверяют, что видели около деревни чудовище, которое будто бы и есть убийца. Бьюкенену предстоит выяснить всю правду по этому делу…

## В ролях
- Джон Хёрт — доктор Бьюкенен
- Рауль Хулиа — доктор Франкенштейн
- Бриджит Фонда — Мэри Шелли
- Ник Бримбл — Чудовище Франкенштейна
- Джейсон Патрик — лорд Байрон